# شيلدون دانزيغر
شيلدون دانزيغر (بالإنجليزية: Sheldon Danziger) هو عالم سياسة أمريكي، ولد في 30 سبتمبر 1948.